# Résolution 458 du Conseil de sécurité des Nations unies
Membres permanents
- Chine
- États-Unis
- France
- Royaume-Uni
- URSS

Membres non permanents
- Bangladesh
- Bolivie
- Gabon
- Jamaïque
- Koweït
- Nigéria
- Norvège
- Portugal
- Tchécoslovaquie
- Zambie

Résolution no 457 Résolution no 459
La résolution 458 du Conseil de sécurité des Nations unies fut adoptée le 14 décembre 1979. Le Conseil a pris en note un rapport du Secrétaire général selon lequel, en raison des circonstances actuelles, la présence de la Force des Nations Unies chargée du maintien de la paix à Chypre (UNFICYP) continuerait d'être essentielle pour un règlement pacifique. Le Conseil s'est déclaré préoccupé par les mesures susceptibles de faire monter les tensions et a prié le Secrétaire général de lui faire un rapport avant le 31 mai 1980 pour suivre la mise en œuvre de la résolution.
Le Conseil a réaffirmé ses résolutions antérieures, y compris la résolution 365, s'est déclaré préoccupé par la situation, a exhorté les parties concernées à œuvrer ensemble pour la paix et a une nouvelle fois prolongé le stationnement de la Force à Chypre, jusqu'au 15 juin 1980.
La résolution a été adoptée par 14 voix contre zéro, la République populaire de Chine n'a pas participé au vote.